# Nati nel 1990/Giugno
| Questa pagina contiene informazioni ricavate automaticamente dalle voci biografiche con l'ausilio del template Bio e di un bot. L'aggiornamento è periodico e automatico e ricostruisce completamente la pagina. Se manca una persona in questa lista, sei pregato di non aggiungerla, ma accertati piuttosto che la sua voce biografica contenga il template Bio e che i dati anagrafici siano correttamente compilati. Se il template Bio manca, inseriscilo tu stesso o, in alternativa, metti l'avviso {{tmp\|Bio}} che ne segnala la mancanza. Se i dati riportati sono sbagliati, correggi direttamente la voce biografica; le modifiche saranno visibili in questa lista entro pochi giorni. Per chiarimenti vedi il progetto biografie. La lista contiene solo le 493 persone che sono citate nell'enciclopedia e per le quali è stato implementato correttamente il template Bio. Pagina aggiornata al 10 ago 2025. |

- 1º giugno - Eldos Ahmetov, ex calciatore kazako
- 1º giugno - Miller Bolaños, calciatore ecuadoriano
- 1º giugno - Kennie Chopart, calciatore danese
- 1º giugno - Megan Cyr, pallavolista canadese
- 1º giugno - Bianca Ghelber, martellista rumena
- 1º giugno - Roman Josi, hockeista su ghiaccio svizzero
- 1º giugno - Leōnidas Kaselakīs, cestista greco
- 1º giugno - Petar Krsmanović, pallavolista serbo
- 1º giugno - Kasia Lins, cantante polacca
- 1º giugno - Simen Melhus, giocatore di calcio a 5 e calciatore norvegese
- 1º giugno - Ezequiel Parnisari, calciatore argentino
- 1º giugno - Miloš Stamenković, calciatore serbo
- 1º giugno - Drew Sycamore, cantante danese
- 1º giugno - Kenneth Vanbilsen, ex ciclista su strada belga
- 1º giugno - Nahki Wells, calciatore bermudiano
- 1º giugno - Arkadiusz Woźniak, calciatore polacco
- 1º giugno - Stefan Živković, calciatore serbo
- 2 giugno - Oliver Baumann, calciatore tedesco
- 2 giugno - Kristiina Brask, cantante finlandese
- 2 giugno - Sarah Clement, pallavolista statunitense
- 2 giugno - Iōanna Diela, cestista greca
- 2 giugno - Ádám Elek, ex giocatore di football americano ungherese
- 2 giugno - Hanna Erikson, ex fondista svedese
- 2 giugno - Jon Ludvig Hammer, scacchista norvegese
- 2 giugno - Israil Kasumov, lottatore russo
- 2 giugno - Michał Kwiatkowski, ciclista su strada polacco
- 2 giugno - Eddie Lacy, ex giocatore di football americano statunitense
- 2 giugno - Jack Lowden, attore britannico
- 2 giugno - Stefan Mair, ex ciclista su strada austriaco
- 2 giugno - Nathan Ribeiro, ex calciatore brasiliano
- 2 giugno - Sebastián Saavedra, pilota automobilistico colombiano
- 2 giugno - Dalila Vignando, nuotatrice italiana
- 2 giugno - Steven John Ward, attore sudafricano
- 2 giugno - Kirils Ševeļovs, ex calciatore lettone
- 3 giugno - Rachael Adams, pallavolista statunitense
- 3 giugno - Pavel Francouz, hockeista su ghiaccio ceco
- 3 giugno - Guillaume François, calciatore belga
- 3 giugno - Charles Hambira, calciatore namibiano
- 3 giugno - Han Ji-eun, attrice sudcoreana
- 3 giugno - Hong Kum-song, ex calciatore nordcoreano
- 3 giugno - Skriptonit, rapper e produttore discografico kazako
- 3 giugno - Erik Land, ex cestista tedesco
- 3 giugno - Iván Marcone, calciatore argentino
- 3 giugno - Tony Meier, cestista statunitense
- 3 giugno - Sergej Plotnikov, hockeista su ghiaccio russo
- 3 giugno - Fabio Roscani, politico italiano
- 3 giugno - Erbín Trejo, ex calciatore messicano
- 3 giugno - Wouter van der Steen, calciatore olandese
- 4 giugno - Luciano Abecasis, calciatore argentino
- 4 giugno - Faisal Al Badri, calciatore libico
- 4 giugno - Everton Dias, calciatore brasiliano
- 4 giugno - Zac Farro, cantautore, polistrumentista e fotografo statunitense
- 4 giugno - Dairín González, calciatore colombiano
- 4 giugno - Najee Goode, giocatore di football americano statunitense
- 4 giugno - Jetsun Pema, regina bhutanese
- 4 giugno - Jan Kopic, calciatore ceco
- 4 giugno - Hayley Lauder, calciatrice scozzese
- 4 giugno - Andrew Lawrence, cestista britannico
- 4 giugno - Alexander Méndoza, calciatore salvadoregno
- 4 giugno - Greg Monroe, ex cestista statunitense
- 4 giugno - Jess Moskaluke, cantante canadese
- 4 giugno - Natta Nachan, giavellottista thailandese
- 4 giugno - Reginaldo Faife, calciatore mozambicano
- 4 giugno - Petra Smaržová, sciatrice alpina slovacca
- 4 giugno - Evan Spiegel, imprenditore statunitense
- 4 giugno - Artur Zapadnja, ex calciatore ucraino
- 5 giugno - Charlotte Bilbault, calciatrice francese
- 5 giugno - Ona Carbonell, sincronetta spagnola
- 5 giugno - Oliver Cook, canottiere britannico
- 5 giugno - Soufiane El Mesrar, giocatore di calcio a 5 marocchino
- 5 giugno - Radko Gudas, hockeista su ghiaccio ceco
- 5 giugno - Myles Hesson, cestista britannico
- 5 giugno - David Hoilett, calciatore canadese
- 5 giugno - Masato Kudō, calciatore giapponese († 2022)
- 5 giugno - Li Xiaoxu, cestista cinese
- 5 giugno - Sophie Lowe, attrice britannica
- 5 giugno - Serhij Malyj, calciatore ucraino
- 5 giugno - Mustard, disc jockey e produttore discografico statunitense
- 5 giugno - Martin Nešpor, calciatore ceco
- 5 giugno - Sekou Oliseh, calciatore liberiano
- 5 giugno - Bruno Oliveira de Matos, calciatore brasiliano
- 5 giugno - Matthias Ostrzolek, calciatore tedesco
- 5 giugno - Brandon Penn, ex cestista statunitense
- 5 giugno - Polina Rahimova, pallavolista ucraina
- 5 giugno - Machettira Raju Poovamma, velocista indiana
- 5 giugno - Ben Rienstra, ex calciatore olandese
- 5 giugno - Matt Tobin, giocatore di football americano statunitense
- 5 giugno - Jason Washburn, cestista statunitense
- 6 giugno - Andrea Arrighini, calciatore italiano
- 6 giugno - Vid Belec, calciatore sloveno
- 6 giugno - Felipe Brisola, calciatore brasiliano
- 6 giugno - Ashleigh Chisholm, attrice australiana
- 6 giugno - Kristof D'haene, ex calciatore belga
- 6 giugno - Alexandre Egea, calciatore brasiliano
- 6 giugno - Karma, arciera bhutanese
- 6 giugno - Ellie Kendrick, attrice britannica
- 6 giugno - Ieva Lagūna, modella lettone
- 6 giugno - Li Qian, pugile cinese
- 6 giugno - Regina Mahoche, ex cestista mozambicana
- 6 giugno - Sergio Padt, calciatore olandese
- 6 giugno - Anthony Rendon, giocatore di baseball statunitense
- 6 giugno - Rushedo Robinson, ex calciatore anglo-verginiano
- 6 giugno - Rodrigo Ríos Lozano, calciatore spagnolo
- 6 giugno - E.J. Singler, ex cestista statunitense
- 6 giugno - Pape Souaré, calciatore senegalese
- 6 giugno - Mathieu Spinosi, attore e violinista francese
- 6 giugno - Samuel Xavier, calciatore brasiliano
- 6 giugno - Astrid Yunadi, modella indonesiana
- 7 giugno - Michele Calvi, multiplista e ostacolista italiano
- 7 giugno - Marco Castelli, modello e stilista italiano
- 7 giugno - Chae Tu-yong, ex calciatore nordcoreano
- 7 giugno - Jonathan Emanuel Rodríguez, calciatore argentino
- 7 giugno - Jesús García Tena, ex calciatore spagnolo
- 7 giugno - Sophia Griebel, skeletonista tedesca
- 7 giugno - Iggy Azalea, rapper australiana
- 7 giugno - Martin Lundberg, hockeista su ghiaccio svedese
- 7 giugno - Bernaldo Manzano, calciatore venezuelano
- 7 giugno - Andréa Mbuyi-Mutombo, ex calciatore belga
- 7 giugno - Aurélie Muller, nuotatrice francese
- 7 giugno - Magnus Nygren, hockeista su ghiaccio svedese
- 7 giugno - Toni Pérez, hockeista su pista spagnolo
- 7 giugno - Allison Schmitt, nuotatrice statunitense
- 7 giugno - Sofie Skoog, altista svedese
- 7 giugno - Nico Walther, ex bobbista e ex slittinista tedesco
- 7 giugno - Tom van Weert, calciatore olandese
- 7 giugno - Richard Weinberger, nuotatore canadese
- 8 giugno - Evin Ahmad, attrice svedese
- 8 giugno - Nontanun Anchuleepradit, cantante e attore televisivo thailandese
- 8 giugno - William Arboleda, ex calciatore colombiano
- 8 giugno - Jovin Bedic, calciatore filippino
- 8 giugno - Anders Christiansen, calciatore danese
- 8 giugno - Kevin Harbottle, calciatore cileno
- 8 giugno - Scott Machado, cestista statunitense
- 8 giugno - Sanja Malagurski, pallavolista serba
- 8 giugno - Hana Matelová, tennistavolista ceca
- 8 giugno - Marcus Pedersen, calciatore norvegese
- 8 giugno - Hugo Isaac Rodríguez, calciatore messicano
- 8 giugno - Nikos Tsoumanīs, calciatore greco († 2021)
- 8 giugno - Alessandro Tuia, calciatore italiano
- 8 giugno - Ėl'vira Vladimirovna Vichareva, politica russa
- 9 giugno - Bəyaz Əliyeva, pallavolista azera
- 9 giugno - LaSirena69, attrice pornografica venezuelana
- 9 giugno - Andreas Bernard, hockeista su ghiaccio italiano
- 9 giugno - Vladimir Gončarov, giocatore di calcio a 5 russo
- 9 giugno - Ali Jemal, calciatore tunisino
- 9 giugno - Luise Malzahn, judoka tedesca
- 9 giugno - Matthias Mayer, ex sciatore alpino austriaco
- 9 giugno - Bruno Miguel Mendes Alves, calciatore portoghese
- 9 giugno - Mateo Pavlović, calciatore bosniaco
- 9 giugno - Roger Rojas, ex calciatore honduregno
- 9 giugno - Lauren Socha, attrice britannica
- 10 giugno - Jessica Barnard, ex siepista e mezzofondista filippina
- 10 giugno - Jacob Butterfield, calciatore inglese
- 10 giugno - Jefferson Castillo, calciatore cileno
- 10 giugno - Jane Chirwa, attrice tedesca
- 10 giugno - Alain Eizmendi, calciatore spagnolo
- 10 giugno - Gevorg Karapetyan, ex calciatore armeno
- 10 giugno - Juryj Kendyš, calciatore bielorusso
- 10 giugno - Tahmina Kohistani, velocista afghana
- 10 giugno - Tristin Mays, attrice, cantante e ballerina statunitense
- 10 giugno - Tomislav Mazalović, calciatore croato
- 10 giugno - Artūras Žulpa, calciatore lituano
- 11 giugno - Matthieu Androdias, canottiere francese
- 11 giugno - Balázs Balogh, calciatore ungherese
- 11 giugno - Alex Dyer, calciatore montserratiano
- 11 giugno - Paapa Essiedu, attore britannico
- 11 giugno - Go Kyung-pyo, attore e comico sudcoreano
- 11 giugno - Pablo Heredia, calciatore argentino
- 11 giugno - Pernilla Karlsson, cantante finlandese
- 11 giugno - Christophe Lemaitre, velocista francese
- 11 giugno - Mingijan Semënov, lottatore russo
- 11 giugno - Mikhael Speidel, attore canadese
- 11 giugno - René Swete, ex calciatore austriaco
- 11 giugno - Artur Jesus Vieira, calciatore brasiliano
- 12 giugno - Roope Ahonen, cestista finlandese
- 12 giugno - Josphat Bett, mezzofondista keniota
- 12 giugno - Yohan Bocognano, ex calciatore francese
- 12 giugno - Carlitos, calciatore spagnolo
- 12 giugno - Jrue Holiday, cestista statunitense
- 12 giugno - Khaligraph Jones, rapper keniota
- 12 giugno - Paul Lacombe, cestista francese
- 12 giugno - Kevin López, mezzofondista spagnolo
- 12 giugno - Miha Mevlja, ex calciatore sloveno
- 12 giugno - Nejc Mevlja, calciatore sloveno
- 12 giugno - Artur Sobiech, calciatore polacco
- 12 giugno - Alexandru Țigănașu, calciatore rumeno
- 13 giugno - Tom Ackerley, produttore cinematografico e attore britannico
- 13 giugno - Kristian Brix, ex calciatore norvegese
- 13 giugno - André Calisir, calciatore svedese
- 13 giugno - Ed Daniel, cestista statunitense
- 13 giugno - Everett Dawkins, ex giocatore di football americano statunitense
- 13 giugno - Alex Della Valle, ex calciatore sammarinese
- 13 giugno - Federico Gallego, calciatore uruguaiano
- 13 giugno - Mateusz Klich, calciatore polacco
- 13 giugno - Stefan Laussegger, bobbista e ex giocatore di football americano austriaco
- 13 giugno - Vance McDonald, ex giocatore di football americano statunitense
- 13 giugno - Eleonora Montagnana, violinista e attrice italiana
- 13 giugno - Federico Pistone, ex calciatore argentino
- 13 giugno - Francisco Portillo, calciatore spagnolo
- 13 giugno - Pedro Nezio de Araújo Lopes Ribeiro, calciatore brasiliano
- 13 giugno - Evans Rusike, calciatore zimbabwese
- 13 giugno - Cecilie Sandvej, calciatrice danese
- 13 giugno - Aaron Taylor-Johnson, attore britannico
- 13 giugno - Nic White, rugbista a 15 australiano
- 13 giugno - Michele Zambelli, velista italiano
- 13 giugno - Diogo da Silva Farias, calciatore brasiliano
- 14 giugno - Jeinkler Aguirre, tuffatore cubano
- 14 giugno - Ba Dexin, giocatore di curling cinese
- 14 giugno - Bian Yuqian, pallavolista cinese
- 14 giugno - Karoline Bjerkeli Grøvdal, mezzofondista e siepista norvegese
- 14 giugno - Tomislav Bosec, ex calciatore croato
- 14 giugno - Lucas Bögl, fondista tedesco
- 14 giugno - Il'vir Chuzin, bobbista russo
- 14 giugno - Jared Jeffrey, ex calciatore statunitense
- 14 giugno - Giōrgos Katsikas, calciatore greco
- 14 giugno - Fëdor Ključnikov, cestista russo
- 14 giugno - Andrea Liverani, tiratore a segno italiano
- 14 giugno - Stephen McLaughlin, calciatore irlandese
- 14 giugno - Javier Ortega Desio, rugbista a 15 argentino
- 14 giugno - Alessia Reato, conduttrice televisiva, showgirl e ex modella italiana
- 14 giugno - Federica Sbrenna, attrice e conduttrice radiofonica italiana
- 14 giugno - Oliver Sim, polistrumentista e compositore inglese
- 14 giugno - Christian Thompson, giocatore di football americano statunitense
- 14 giugno - Benedikt Wagner, schermidore tedesco
- 15 giugno - Kendall Bateman, ex pallavolista statunitense
- 15 giugno - Ana Borges, calciatrice portoghese
- 15 giugno - Roberto Dellasega, ex saltatore con gli sci italiano
- 15 giugno - Aslan Dudiev, calciatore russo
- 15 giugno - Han Kyo-won, calciatore sudcoreano
- 15 giugno - Martin Hansen, calciatore danese
- 15 giugno - Mohammed Kalibat, ex calciatore israeliano
- 15 giugno - Josef Král, pilota automobilistico ceco
- 15 giugno - Miwa, cantautrice giapponese
- 15 giugno - Juan Niño, ex calciatore colombiano
- 15 giugno - Denzel Whitaker, attore statunitense
- 16 giugno - İlkin Dövlətov, cantante azero
- 16 giugno - Roel Janssen, calciatore olandese
- 16 giugno - Pedro Henrique Konzen, calciatore brasiliano
- 16 giugno - Austin Krajicek, tennista statunitense
- 16 giugno - Jani Lajunen, hockeista su ghiaccio finlandese
- 16 giugno - Marc Mateu, calciatore spagnolo
- 16 giugno - John Newman, cantautore britannico
- 16 giugno - Luděk Pernica, calciatore ceco
- 16 giugno - Anastasija Pivovarova, tennista russa
- 16 giugno - Jan Zwischenbrugger, calciatore austriaco
- 17 giugno - Monica Barbaro, attrice statunitense
- 17 giugno - Matt Barnes, giocatore di baseball statunitense
- 17 giugno - Justin Bethel, giocatore di football americano statunitense
- 17 giugno - Arthur Brown, giocatore di football americano statunitense
- 17 giugno - Álex Cruz, calciatore spagnolo
- 17 giugno - Emin Cəfərquliyev, ex calciatore azero
- 17 giugno - Elena D'Amario, ballerina e coreografa italiana
- 17 giugno - Lorenzo Del Pinto, calciatore italiano
- 17 giugno - Alan Dzagoev, ex calciatore russo
- 17 giugno - Jordan Henderson, calciatore inglese
- 17 giugno - Stanislav Hofmann, calciatore ceco
- 17 giugno - Abdoul Aziz Keita, calciatore guineano
- 17 giugno - Kevin Molino, calciatore trinidadiano
- 17 giugno - Tiago Pagnussat, calciatore brasiliano
- 17 giugno - Hansle Parchment, ostacolista giamaicano
- 17 giugno - Georg Preidler, ex ciclista su strada austriaco
- 17 giugno - Louise Quinn, calciatrice irlandese
- 17 giugno - Joel Robles, calciatore spagnolo
- 17 giugno - Luca Turco, attore italiano
- 17 giugno - Laura Wright, mezzosoprano e cantante britannica
- 18 giugno - Jacob Anderson, attore e cantante britannico
- 18 giugno - Ferhan Hasani, ex calciatore macedone
- 18 giugno - Jeremy Irvine, attore britannico
- 18 giugno - Sandra Izbașa, ex ginnasta rumena
- 18 giugno - Thomas Juel-Nielsen, ex calciatore danese
- 18 giugno - Alexandre Ludovic, allenatore di calcio e ex calciatore francese
- 18 giugno - Gabrielė Narvičiūtė, cestista lituana
- 18 giugno - Amahl Pellegrino, calciatore norvegese
- 18 giugno - Chanyasorn Sakornchan, modella tailandese
- 18 giugno - Rúnar Már Sigurjónsson, calciatore islandese
- 18 giugno - Derek Stepan, hockeista su ghiaccio statunitense
- 18 giugno - Mitsuki Tanimura, attrice e doppiatrice giapponese
- 18 giugno - Christian Taylor, triplista e lunghista statunitense
- 18 giugno - Marko Zalokar, calciatore sloveno
- 19 giugno - Alessandro Bassoli, calciatore italiano
- 19 giugno - Ashly Burch, doppiatrice, attrice e cantante statunitense
- 19 giugno - Yana Chiara Ehm, politica italiana
- 19 giugno - Ryan Evans, cestista statunitense
- 19 giugno - Brady Heslip, ex cestista canadese
- 19 giugno - Moa Hjelmer, velocista svedese
- 19 giugno - Nico Johnson, giocatore di football americano statunitense
- 19 giugno - Henri Kontinen, tennista finlandese
- 19 giugno - Ksenija Lykina, tennista russa
- 19 giugno - Chuku Modu, attore britannico
- 19 giugno - Xavier Rhodes, giocatore di football americano statunitense
- 19 giugno - Isak Scheel, calciatore norvegese
- 19 giugno - Maximiliano Velasco, ex calciatore argentino
- 19 giugno - Logan Verrett, giocatore di baseball statunitense
- 19 giugno - Crawford Wilson, attore e doppiatore statunitense
- 19 giugno - Jorgisbell Álvarez, lottatore cubano
- 20 giugno - Alina, cantante e attrice italiana
- 20 giugno - Alou Bagayoko, calciatore maliano
- 20 giugno - Ding Ning, tennistavolista cinese
- 20 giugno - Eda Ece, attrice turca
- 20 giugno - Piers Francis, rugbista a 15 inglese
- 20 giugno - Haris Handžić, calciatore bosniaco
- 20 giugno - Dmytro Jeremenko, calciatore ucraino
- 20 giugno - DeQuan Jones, cestista statunitense
- 20 giugno - Cristhian Machado, calciatore boliviano
- 20 giugno - Kierra Mallard, ex cestista statunitense
- 20 giugno - Mohamed Mbougar Sarr, scrittore senegalese
- 20 giugno - Fab Melo, cestista brasiliano († 2017)
- 20 giugno - Andrea Nalini, calciatore italiano
- 20 giugno - José Quintero, calciatore ecuadoriano
- 20 giugno - Emil Reinke, attore e disc jockey tedesco
- 20 giugno - Rajko Rep, calciatore sloveno
- 20 giugno - Iselin Solheim, cantautrice norvegese
- 21 giugno - Estefanía Banini, calciatrice argentina
- 21 giugno - Ričardas Berankis, tennista lituano
- 21 giugno - Maksym Bilyj, ex calciatore ucraino
- 21 giugno - Duşan Çantekin, cestista serbo
- 21 giugno - Sean Chiplock, doppiatore statunitense
- 21 giugno - Yüsra Geyik, attrice turca
- 21 giugno - Go Sung-hee, attrice sudcoreana
- 21 giugno - JaMychal Green, cestista statunitense
- 21 giugno - Miriam Gössner, ex biatleta e fondista tedesca
- 21 giugno - Chad Ho, ex nuotatore sudafricano
- 21 giugno - Jakob Johansson, ex calciatore svedese
- 21 giugno - François Moubandje, ex calciatore camerunese
- 21 giugno - Mahamadou N'Diaye, calciatore senegalese
- 21 giugno - Håvard Nordtveit, ex calciatore norvegese
- 21 giugno - Alex Oriakhi, ex cestista statunitense
- 21 giugno - Sandra Perković Elkasević, discobola e pesista croata
- 21 giugno - Michael Snaer, ex cestista statunitense
- 21 giugno - Cheick Soumaoro, cestista maliano
- 21 giugno - Kasumi Suzuki, cantante e attrice giapponese
- 21 giugno - Goran Tomašević, pallanuotista australiano
- 21 giugno - Marc Trasolini, ex cestista canadese
- 21 giugno - Scott Wood, ex cestista statunitense
- 21 giugno - Paweł Zatorski, pallavolista polacco
- 21 giugno - Zhao Shuang, ex cestista cinese
- 22 giugno - Mohamed Al-Gadi, ex calciatore libico
- 22 giugno - Daniel Arcas, pilota motociclistico spagnolo
- 22 giugno - Darrell Ceciliani, giocatore di baseball statunitense
- 22 giugno - Quinton Coples, giocatore di football americano statunitense
- 22 giugno - T.J. DiLeo, ex cestista statunitense
- 22 giugno - Diego Oliveira De Queiroz, ex calciatore brasiliano
- 22 giugno - Sara Globočnik, ex sciatrice alpina slovena
- 22 giugno - Andrea Huisgen, modella spagnola
- 22 giugno - Kei Inoo, personaggio televisivo, cantante e attore giapponese
- 22 giugno - Lydia Jele, velocista botswana
- 22 giugno - Sebastian Jung, calciatore tedesco
- 22 giugno - Hiba Omar, discobola e pesista siriana
- 22 giugno - Edgardo Orzuza, calciatore paraguaiano
- 22 giugno - Kyrylo Petrov, calciatore ucraino
- 22 giugno - Aleksandr Prochorenko, militare russo († 2016)
- 22 giugno - Yun Ju-tae, calciatore sudcoreano
- 23 giugno - Clévid Dikamona, ex calciatore francese
- 23 giugno - Corey Fuller, giocatore di football americano statunitense
- 23 giugno - Lim Ji-yeon, attrice sudcoreana
- 23 giugno - Carlos López Sosa, cestista portoricano
- 23 giugno - Rodney McLeod, giocatore di football americano statunitense
- 23 giugno - Keavon Milton, giocatore di football americano statunitense
- 23 giugno - Vasek Pospisil, ex tennista canadese
- 23 giugno - Luizão, calciatore brasiliano
- 23 giugno - Adolphe Teikeu, calciatore camerunese
- 24 giugno - Anna Asti, cantante ucraina
- 24 giugno - Edoardo Cocchi, ex pallanuotista italiano
- 24 giugno - Michael Del Zotto, hockeista su ghiaccio canadese
- 24 giugno - Roland Hofer, hockeista su ghiaccio italiano
- 24 giugno - Denys Kaliberda, pallavolista ucraino
- 24 giugno - Kelvin Leerdam, calciatore olandese
- 24 giugno - Márcio Moreira, giocatore di calcio a 5 portoghese
- 24 giugno - Jaroslava Pencová, pallavolista slovacca
- 24 giugno - Pierrick Pivron, hockeista su ghiaccio francese
- 24 giugno - Cristian Rodríguez, tennista colombiano
- 24 giugno - Tomislav Šarić, calciatore croato
- 24 giugno - Richard Sukuta-Pasu, calciatore tedesco
- 24 giugno - Juan Gabriel Valverde, calciatore boliviano
- 24 giugno - Gaëtan Varenne, ex calciatore francese
- 24 giugno - Earl Watford, giocatore di football americano statunitense
- 24 giugno - Kevin Young, cestista statunitense
- 25 giugno - Ekigho Ehiosun, ex calciatore nigeriano
- 25 giugno - Eridson, calciatore guineense
- 25 giugno - Tara Lynn Foxx, ex attrice pornografica statunitense
- 25 giugno - Edina Gangl, pallanuotista ungherese
- 25 giugno - Falk Horn, giocatore di football americano tedesco
- 25 giugno - Kim Hye-ri, calciatrice sudcoreana
- 25 giugno - Carolina Miranda, attrice messicana
- 25 giugno - Sarah Ogoke, cestista statunitense
- 25 giugno - Bruno Piñatares, calciatore uruguaiano
- 25 giugno - Aleksander Sikora, giornalista e conduttore televisivo polacco
- 25 giugno - Alice Taticchi, modella italiana
- 26 giugno - Yahya Al-Shehri, calciatore saudita
- 26 giugno - Tat'jana Andrjušina, schermitrice russa
- 26 giugno - Ivan Aska, cestista statunitense
- 26 giugno - Sjarhej Ivanavič Cichanoŭski, calciatore bielorusso
- 26 giugno - Lee Cox, ex calciatore inglese
- 26 giugno - Charleus Dieuseul, giocatore di football americano statunitense
- 26 giugno - Pedro Eugénio, calciatore portoghese
- 26 giugno - Xavier García, calciatore salvadoregno
- 26 giugno - Jake Gleeson, allenatore di calcio e ex calciatore neozelandese
- 26 giugno - Lamont Jones, cestista statunitense
- 26 giugno - Gerhard Jäger, ex giocatore di football americano e allenatore di football americano tedesco
- 26 giugno - Maikel Kieftenbeld, calciatore olandese
- 26 giugno - Anna Kiełbasińska, velocista polacca
- 26 giugno - Mārtiņš Laksa, cestista lettone
- 26 giugno - Liu Dianzuo, calciatore cinese
- 26 giugno - Maxence Muzaton, sciatore alpino francese
- 26 giugno - Waisea Nayacalevu, rugbista a 15 figiano
- 26 giugno - Leila Nda, modella belga
- 26 giugno - Filip Novák, calciatore ceco
- 26 giugno - Belaynesh Oljira, mezzofondista e maratoneta etiope
- 26 giugno - Andrea Raimondi, calciatore italiano
- 26 giugno - Jonathan Schmid, calciatore francese
- 26 giugno - Melissa Seidemann, ex pallanuotista statunitense
- 26 giugno - Iman Shumpert, ex cestista e attore statunitense
- 26 giugno - Brandon Sklenar, attore statunitense
- 26 giugno - Igor Subbotin, calciatore estone
- 26 giugno - Adama Traoré, ex calciatore maliano
- 26 giugno - Minnamari Tuominen, hockeista su ghiaccio finlandese
- 26 giugno - Melvin White, giocatore di football americano statunitense
- 26 giugno - Mouphtaou Yarou, cestista beninese
- 27 giugno - Nicolás Aguirre, calciatore argentino
- 27 giugno - Mourad Batna, calciatore marocchino
- 27 giugno - Tom Burton, velista australiano
- 27 giugno - Berkay Dabanlı, calciatore tedesco
- 27 giugno - Aselin Debison, cantante pop canadese
- 27 giugno - Nicholas Ebanks, calciatore britannico
- 27 giugno - Jonas Gray, giocatore di football americano statunitense
- 27 giugno - D.J. Hayden, giocatore di football americano statunitense († 2023)
- 27 giugno - Kimber Lee, ex wrestler statunitense
- 27 giugno - Niko Markkula, calciatore finlandese
- 27 giugno - Kasra Nouri, giornalista e attivista iraniano
- 27 giugno - Angelia Ong, modella filippina
- 27 giugno - Taylor Phinney, ex ciclista su strada e pistard statunitense
- 27 giugno - Bacarri Rambo, giocatore di football americano statunitense
- 27 giugno - TomSka, youtuber, regista e produttore cinematografico britannico
- 27 giugno - Iliesa Ratuva Tavuyara, rugbista a 15 figiano
- 27 giugno - Sergej Terechov, calciatore russo
- 27 giugno - Sina Tkotsch, attrice tedesca
- 27 giugno - Bobby Wagner, giocatore di football americano statunitense
- 28 giugno - Katrine Abel, calciatrice danese
- 28 giugno - Davy Bulthuis, calciatore olandese
- 28 giugno - Caroline Clark, pallanuotista statunitense
- 28 giugno - Dzon Delarge, calciatore congolese (Repubblica del Congo)
- 28 giugno - Kateryna Dorohobuzova, ex cestista ucraina
- 28 giugno - Jure Jerbić, calciatore croato
- 28 giugno - Dāvis Krūmiņš, pallavolista lettone
- 28 giugno - Timi Lahti, ex calciatore finlandese
- 28 giugno - Lázaro Vinicius Alves Martins, calciatore brasiliano
- 28 giugno - Aljaksej Lihačėŭski, schermidore bielorusso
- 28 giugno - Tyler Martin, pallanuotista australiano
- 28 giugno - Daniele Mori, allenatore di calcio e ex calciatore italiano
- 28 giugno - Eliane, cantante svizzera
- 28 giugno - Davide Raucci, cestista italiano
- 28 giugno - Jasmine Richards, attrice, cantante e ballerina canadese
- 28 giugno - Lawrence Warbasse, ciclista su strada statunitense
- 29 giugno - Serdar Annaorazow, calciatore turkmeno
- 29 giugno - Areg Azatyan, ex calciatore armeno
- 29 giugno - Valentina Bettarini, ex hockeista su ghiaccio italiana
- 29 giugno - Pavel Čmovš, calciatore ceco
- 29 giugno - Enrico Ghione, cestista italiano
- 29 giugno - Piotr Hatowski, taekwondoka polacco
- 29 giugno - Mohamed Kherrazi, cestista marocchino
- 29 giugno - Subaru Kimura, attore, doppiatore e cantante giapponese
- 29 giugno - Gaetano Letizia, calciatore italiano
- 29 giugno - Kim Little, calciatrice scozzese
- 29 giugno - Yann M'Vila, calciatore francese
- 29 giugno - Ester Pantano, attrice italiana
- 29 giugno - Milan Pršo, calciatore serbo
- 29 giugno - Thomas Rogne, ex calciatore norvegese
- 29 giugno - Pavel Sankovič, nuotatore bielorusso
- 29 giugno - Nicola Schmid, ex sciatrice alpina tedesca
- 29 giugno - Petar Škuletić, ex calciatore serbo
- 29 giugno - Sayuri Sugawara, cantante giapponese
- 29 giugno - Laura Vargas Koch, judoka tedesca
- 30 giugno - Ėl'mira Alembekova, marciatrice russa
- 30 giugno - Domagoj Antolić, calciatore croato
- 30 giugno - Facundo Bertoglio, ex calciatore argentino
- 30 giugno - Jaka Blažič, cestista sloveno
- 30 giugno - Tano Bonnín, calciatore spagnolo
- 30 giugno - Antonio Caracciolo, calciatore italiano
- 30 giugno - Anaïs Caradeux, ex sciatrice freestyle francese
- 30 giugno - Christopher Ciccarese, nuotatore italiano
- 30 giugno - Predrag Đorđević, calciatore serbo
- 30 giugno - Alex Fisher, calciatore inglese
- 30 giugno - Chris Gragg, giocatore di football americano statunitense
- 30 giugno - Borja Granero, calciatore spagnolo
- 30 giugno - Caroline Jones, cantante, chitarrista e compositrice statunitense
- 30 giugno - Nevena Jovanović, cestista serba
- 30 giugno - Leah Kirchmann, ciclista su strada canadese
- 30 giugno - Dušan Lajović, tennista serbo
- 30 giugno - Ivan Lanni, ex calciatore italiano
- 30 giugno - Darío Lezcano, calciatore paraguaiano
- 30 giugno - Bryan Nickson Lomas, tuffatore malaysiano
- 30 giugno - Sandro Sukno, ex pallanuotista e allenatore di pallanuoto croato
- 30 giugno - David Wise, sciatore freestyle statunitense